# همایون نصیری
همایون نصیری (زادهٔ ۱۳۶۰) نوازندهٔ سازهای کوبه‌ای و آهنگساز اهل ایران است. او پایه‌گذار و سرپرست گروه موسیقی «دارکوب» و همچنين آموزشگاه موسيقی «داركوب»است.

## زندگی‌نامه
همایون نصیری در سال۱۳۶۰ در تهران متولد شد. از ۸ سالگی نواختن ساز «تنبک» را آغاز نمود و به هنرستان موسیقی تهران راه یافت. در هنرستان به فراگیری «پیانو» و «سنتور» پرداخت. او از نوجوانی فعالت حرفه‌ای خود را آغاز کرد و با هنرمندان بسیاری در سبک‌های مختلف به اجرای موسیقی پرداخت. او با هنرمندانی نظیر: شهرام ناظری، همایون شجریان حکیم لودین و … همکاری داشته‌است.
وی در سال ۱۳۸۶ گروه موسیقی «دارکوب» را تأسیس نمود و سرپرستی آن را بر عهده گرفت. این گروه که اجراهای متعددی را برگزار کرده‌است.
انتشار آلبوم‌های موسیقی «دارکوب» ، «لیوا» و «نوکوب» و تک‌آهنگ‌های «ترش‌رو» به خوانندگی علی زند وکیلی، «تندیسی از سراب» به خوانندگی محمد ذاکر حسین و «من دیوانه» با صدای احسان خواجه امیری از جمله فعالیت‌های گروه موسیقی دارکوب است.
در سال ۱۳۹۲ در نخستین جشنواره موسیقی ما، اعضای گروه «دارکوب» به رهبری «همایون نصیری» موفق به کسب تندیس بهترین اجرای زنده موسیقی تلفیقی شدند.
در سال ۱۳۸۶ کمپانی مینال پرکاشن (meinl percussion) که یکی از شرکت‌های مطرح تولید سازهای پرکاشن است همایون نصیری را به عنوان هنرمندِ خود در ایران انتخاب کرد. همچنین در سال ۱۳۹۵ شرکت «یاماها» وی را به عنوان هنرمند و نماد سازهای پرکاشن الکتریکِ این شرکت در ایران انتخاب نمود.
همایون نصیری به همراه گروه موسیقی دارکوب، در سال ۱۳۹۴ جایزه باربد بهترین آهنگ ساز را در بخش موسیقی تلفیقی سی و یکمین جشنواره موسیقی فجر، برای آلبوم «نوکوب» دریافت کرد.
او همچنین عضو هیئت داوران سی و دومین جشنواره موسیقی فجر بوده‌است.

## آثار
| نام آلبوم | سال انتشار  | آهنگساز                                                    | نوازنده/گروه | خواننده                       | ناشر                    |
| دارکوب    | مرداد ۱۳۸۹  | همایون نصیری                                               | همایون نصیری (سرپرست گروه و نوازنده پرکاشن)، بابک بروجردی (پیانو / کیبورد)، دارا دارایی (گیتار باس) و امید حاجیلی (ترومپت)                                                                       | حامد بهداد و مهران مدیری      | گلچین آوای شرق          |
| لیوا      | شهریور ۱۳۹۲ | فرشاد حسامی، پویا نیکپور، بهرام آقاخان، حامد بهداد         | پویا نیکپور، دارا دارایی، امید حاجیلی، مسعود همایونی، آرش پژند مقدم، پیتر سلیمانی‌پور، محسن شریفیان، کوروش بابایی، شروین مهاجر، بهرام آقاخان، میلاد درخشانی، پیام رونق، فرشاد حسامی، آرزو دریکوند | حامد بهداد، محسن شریفیان      | آوای هنر / پخش: هنر اول |
| نوکوب     | شهریور ۱۳۹۴ | گروه دارکوب، حبیب‌الله بدیعی، ابراهیم شه دوستی، دارا دارایی | گروه دارکوب، دارا دارایی، مسعود همایونی | حمیدرضا ترکاشوند، رضا کولغانی | آوای هنر / پخش: هنر اول |

## تک‌آهنگ‌ها
- تندیسی از سراب (خوانندگی محمد ذاکرحسین)[۱۲]
- منِ دیوونه (خوانندگی احسان خواجه امیری)[۱۳]